# Majdany (powiat średzki)
Majdany – wieś w Polsce, położona w województwie wielkopolskim, w powiecie średzkim, w gminie Zaniemyśl.
Miejscowość leży nad południowo wschodnim brzegiem jeziora Raczyńskiego.
Do 2024 r. miejscowość była przysiółkiem wsi Lubonieczek. W latach 1975–1998 przysiółek administracyjnie należał do województwa poznańskiego.
Przez Majdany przebiega  Szlak turystyczny Osowa Góra - Sulęcinek. 
W Majdanach kończy się  Szlak turystyczny nr 3580 (Zaniemyśl-Majdany)

## Przypisy

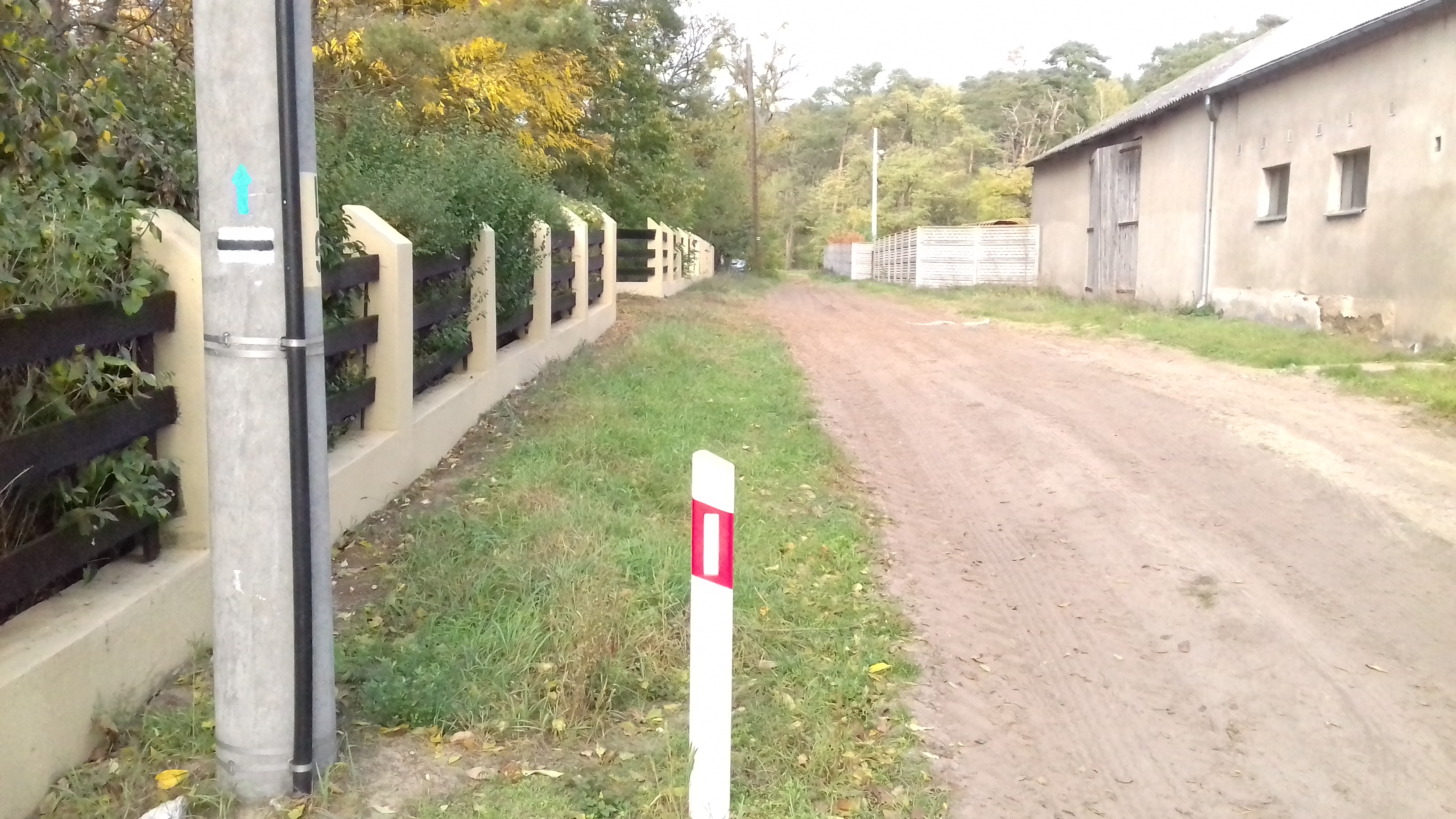
Oznaczenie turystycznego szlaku pieszego nr 3580 w Majdanach